# Snottermyrtjärnarna
Snottermyrtjärnarna är varandra näraliggande sjöar i Bodens kommun i Norrbotten som ingår i Råneälvens huvudavrinningsområde.
- Snottermyrtjärnarna (Råneå socken, Norrbotten, 734143-177469), sjö i Bodens kommun, 66°03′20″N 21°52′17″Ö / 66.0555°N 21.8714°Ö (5,77 ha)
- Snottermyrtjärnarna (Råneå socken, Norrbotten, 734201-177413), sjö i Bodens kommun, 66°03′38″N 21°51′32″Ö / 66.0605°N 21.8589°Ö (7,09 ha)